# 청도 적천사 목조석가여래삼불좌상
청도 적천사 목조석가여래삼불좌상(淸道 磧川寺 木造釋迦如來三佛坐像)은 대한민국 경상북도 청도군 청도읍 적천사에 있는 불상이다. 2018년 12월 20일 경상북도의 유형문화재 제529호로 지정되었다.

## 지정 사유
이 불상은 청도 적천사 대웅전에 봉안되어 있는 서방 극락세계의 아미타불, 중앙사바세계의 석가불, 동방 유리광세계의 약사불이다. 불상의 복장(腹藏)에서 발견된 복장발원문 기록에 의해 1636년 수조각승 현진(玄眞) 등에 의해 조성된 불상임을 알 수 있다. 현진은 17세기 초반 장열왕후가 발원한 왕실 불사를 책임진 조선 제일의 조각승이다. 현진을 수장으로 한 현진(玄眞)·청헌파(淸憲派)는 17세기 후반을 거쳐 18세기에 이르기까지 조선후기 불교 조각계에서 가장 뛰어난 활동을 보인 유파이다.
둔중하면서 묵직한 무게감과 시대적 조형 감각 등 현진·청헌파의 특징이 잘 표현되어 있을 뿐만 아니라 조각가, 제작연대, 봉안 사찰 등에 대한 완벽한 기록을 갖추고 있으므로 유형문화재로 지정한다.

## 참고 문헌
- 청도 적천사 목조석가여래삼불좌상 - 국가유산청 국가유산포털